# Piea
Piea – miejscowość i gmina we Włoszech, w regionie Piemont, w prowincji Asti.
Według danych na styczeń 2009 gminę zamieszkiwały 633 osoby przy gęstości zaludnienia 71,2 os./1 km².